# آنخل رودریگز لوسانو
آنخل رودریگز لوسانو (اسپانیایی: Ángel Rodríguez Lozano‎؛ زاده ۱۹۵۲) یک فیزیک‌دان اهل اسپانیا است. 